# Représentations diplomatiques en Guinée-Bissau

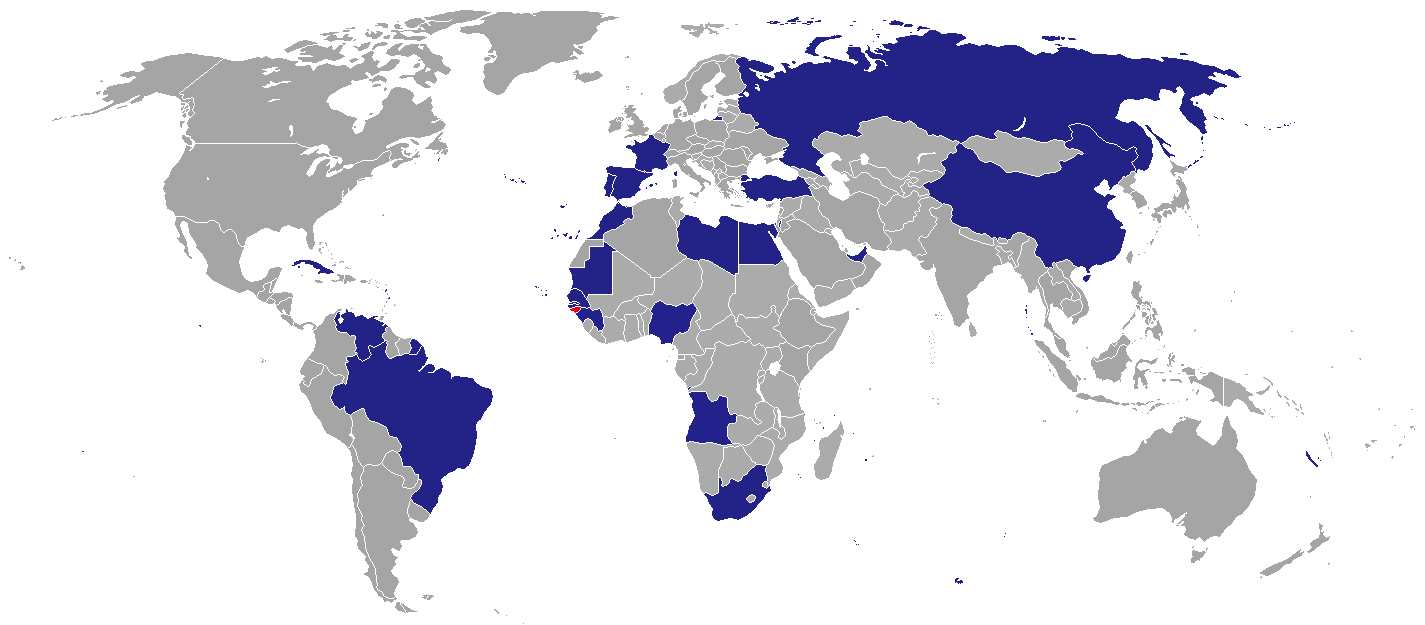
Carte des représentations diplomatiques en Guinée-Bissau

Voici une liste des représentations diplomatiques en Guinée-Bissau. Actuellement, la capitale Bissau abrite 19 ambassades. 

## Ambassades

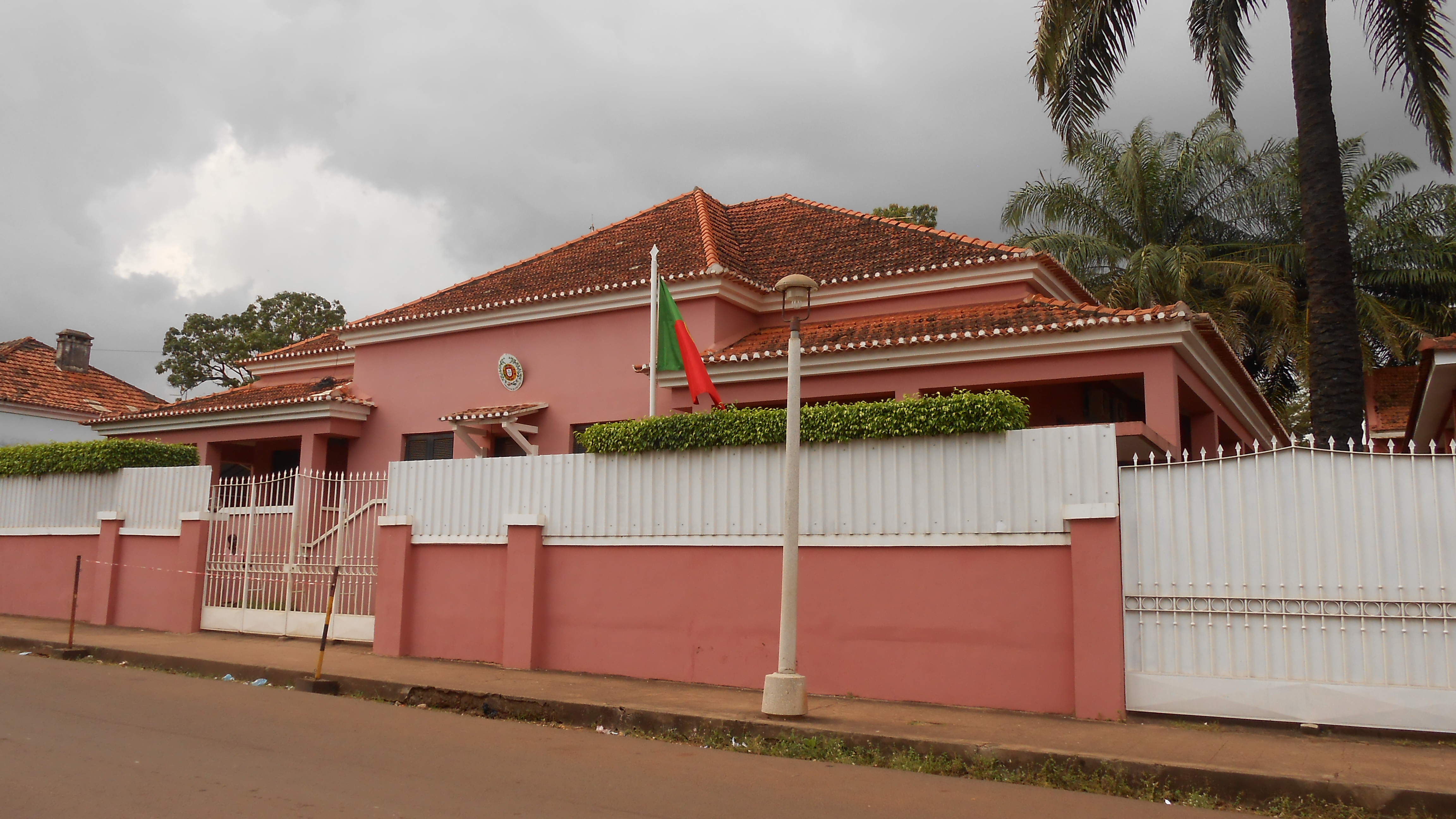
Ambassade du Portugal à Bissau

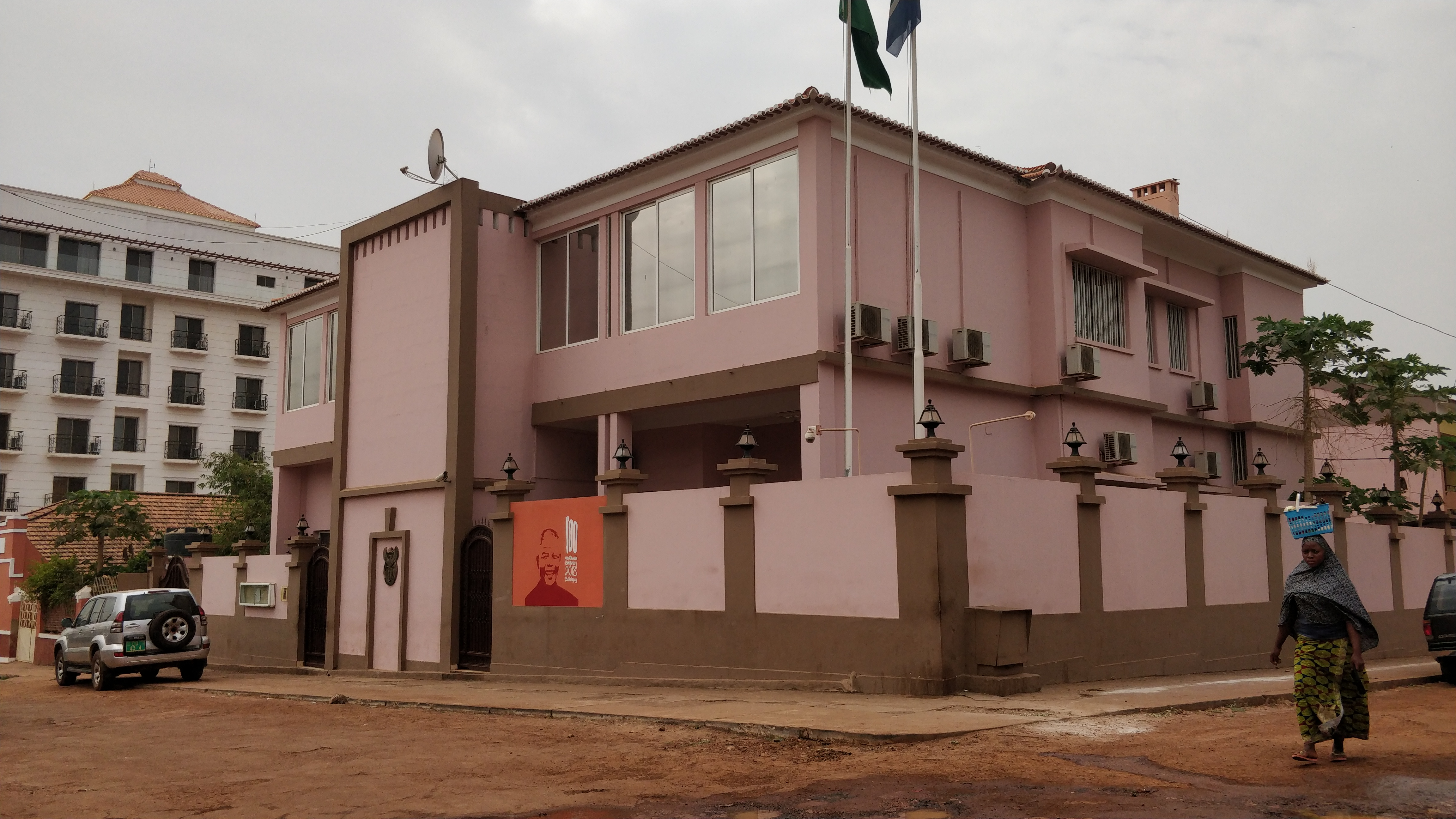
Ambassade d'Afrique du Sud à Bissau

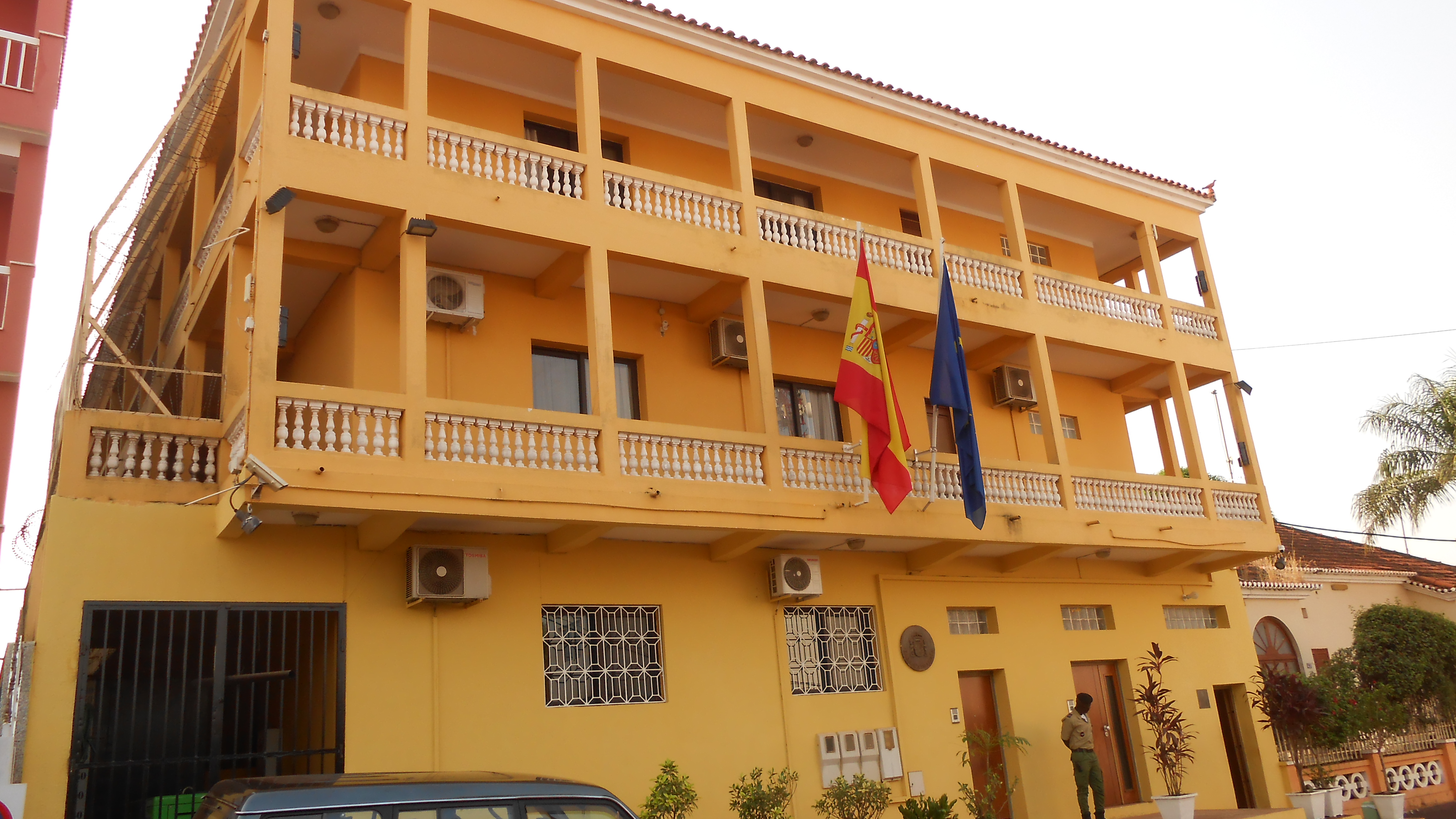
Ambassade d'Espagne à Bissau

| - Afrique du Sud - Angola - Brésil - Cap-Vert - Chine - Cuba - Espagne - France - Gambie - Guinée | - Libye - Maroc - Mauritanie - Nigeria - Portugal - Russie - Sénégal - Turquie - Venezuela |

## Autres missions
- Allemagne (Bureau de l'ambassade)
- États-Unis (Bureau de liaison)[1]
- Palestine (Bureau de l'ambassade)
- Union européenne (Délégation)

## Ambassades non résidentes
Résidant à Dakar sauf indication contraire
- Allemagne[2]
- Argentine (Abuja)[3]
- Australie (Lisbonne)[4]
- Autriche[5]
- Belgique[6]
- Cameroun[7]
- Canada[8]
- Cap-Vert
- Croatie (Lisbonne)[9]
- Danemark (Lisbonne)[10]
- États-Unis
- Finlande (Abuja)
- Grèce (Rabat)[11]
- Indonésie
- Irlande (Abuja)[12]
- Israël[13]
- Italie[14]
- Japon
- Mali
- Mauritanie
- Mexique (Rabat)[15]
- Norvège (Lisbonne)[16]
- Pays-Bas
- Pologne
- Tchéquie (Accra)
- Roumanie[17]
- Royaume-Uni[18]
- Serbie (Alger)[19]
- Sierra Leone (Conakry)
- Slovaquie (Abuja)[20]
- Suède (Lisbon)[21]
- Suisse[22]
- Tanzanie (Abuja)[23]
- Turquie[24]
- Viêt Nam (Luanda)

## Anciennes ambassades
- États-Unis
- Maroc